# Arzachel (groupe)
 Suppression immédiate
Pour l’article homonyme, voir Arzachel.
Arzachel était un groupe de psychédélique britannique, originaire de Londres, en Angleterre. L'activité du groupe ne dure qu'une année, entre 1968 et 1969, le temps d'un album éponyme. Le groupe s'appelle initialement Uriel, puis change pour Egg, avant de se nommer définitivement Arzachel.

## Biographie
Le groupe est initialement formé en décembre 1967 à Londres, en Angleterre sous le nom de Uriel. Quatre étudiants du City of London School forment le groupe et ont pour optique de devenir le plus grand groupe de rock psychédélique britannique. Mais comme personne ne veut de leur rock planant, ils virent au rock progressif. Steve Hillage, leader et guitariste quitte alors le groupe pour continuer ses études à l'université.
Pour signer chez le label Deram, le groupe doit changer de nom (Uriel faisant penser à Urine) et se fait imposer celui de Egg. Pourtant lors de la promotion de leur album, ils décident de retourner vers leurs sources, le rock psychédélique d'avant : pour cela ils vont jouer incognito sous le nom de groupe Arzachel. De plus, chaque membre prendra un pseudonyme farfelu, Steve Hillage, qui est rappelé dans le groupe prend celui de Simon Sasparella, Dave Stewart prend le pseudonyme de Sam Lee-Uff (nom de son professeur de latin qu'il détestait), le bassiste Mont Campbell celui de Njerogi Gategaka, le batteur Clive Brooks s'appellera Basil Dowling.
Leur premier et seul album, Arzachel, paraît en 1969 sur le petit label Zel ; le son y est de qualité très moyenne et il ne sera vendu qu'à quatorze exemplaires lors de sa sortie. Cependant, l'album connaîtra une gloire posthume à la fin des années 1970, où il circulera sous le manteau. Bien des collectionneurs de musique psychédélique considèrent l'édition originale de l'album comme l'une des plus recherchées et des plus coûteuses de la fin des années 1960. Le style musical y fait la part belle à l'orgue dans des pièces comme Azathot ou encore à la jam psychédélique de la fin des années 1960 avec les 16 min 38 s de Metempsychosis, lequel occupe toute la face B du vinyle. Par la suite, après le départ de Steve Hillage, les trois musiciens restant décident de continuer sous le nom de Egg et publieront trois albums avant de se séparer. Dave Stewart et Mont Campbell se retrouveront en 1975 au sein de National Health.
En 2015, le Guitar World Magazine classe leur pièce Leg 33e de son « top 50 des morceaux les plus agressifs avant Black Sabbath ».

## Membres
- Steve Hillage - guitare solo, chant (sous le surnom de Simeon Sasparella)
- Dave Stewart - claviers (sous le surnom Sam Lee-Uff)
- Hugh Mont Campbell - basse, chant (sous le surnom Njerogi Gategaka)
- Clive Brooks - batterie (sous le surnom Basil Dowling)

## Discographie
- 1969 : Arzachel